# Liste der Patriarchen von Ostindien
Die folgenden Personen waren Bischöfe, Erzbischöfe und Patriarchen von Ostindien bzw. Goa:
- 1533 Francisco de Mello
- 1539–1553 João Afonso de Albuquerque
- 1560–1567 Gaspar de Leão Pereira (erster Erzbischof)
- 1568–1571 Jorge Temudo (auch Bischof von Cochin)
- 1574–1576 Gaspar de Leão Pereira
- 1578–1581 Henrique de Távora e Brito
- 1582–1587 João Vicente da Fonseca
- 1588–1592 Mateus de Medina (auch Bischof von Cochin)
- 1595–1609 Aleixo de Menezes (auch Erzbischof von Braga)
- 1613–1622 Cristóvão de Sá e Lisboa
- 1625–1629 Sebastião de S. Pedro, O.S.A.
- 1633 Manuel Teles de Brito (stirbt auf dem Weg nach Goa)
- 1636–1652 Francisco dos Mártires
- 1652–1671 vakant
- 1671–1673 Cristóvão da Silveira, O.S.A.
- 1675–1678 António Brandão
- 1681–1684 Manuel de Sousa e Menezes
- 1675–1679 Alberto da Silva, O.S.A.
- 1691–1713 Agostinho da Anunciação
- 1716–1720 Sebastião de Andrade Pessanha
- 1721–1740 Inácio de Santa Teresa, O.S.A. (auch Bischof von Faro)
- 1740–1741 Eugénio de Trigueiros, O.S.A.
- 1741–1750 Lourenço de Santa Maria e Melo
- 1750–1773 António Taveira da Neiva Brum e Silveira
- 1774–1783 Francisco da Assunção e Brito, O.S.A.
- 1784–1812 Manuel de Santa Catarina
- 1812–1831 Manuel de Santo Galdino
- 1844–1849 José Maria da Silva Torres
- 1862–1874 João Crisóstomo de Amorim Pessoa (auch Erzbischof von Braga)
- 1875–1879 Aires de Ornelas e Vasconcelos
- 1882–1908 António Sebastião Valente (erster Patriarch ab 1886)
- 1909–1929 Mateus de Oliveira Xavier
- 1929–1940 Teotónio Emanuel Ribeira Vieira de Castro
- 1940–1953 José da Costa Nunes
- 1953–1975 José Vieira Alvernaz
  - 1966–1972 Francisco Xavier da Piedade Rebello (Apostolischer Administrator)
- 1978–2004 Raul Nicolau Gonçalves
- seit 2004 Filipe Neri António Sebastião Kardinal do Rosário Ferrão